# Urszula Mayerin
Urszula Mayerin, född 1570, död 15 april 1635, var en politiskt aktiv polsk hovdam (hovmästarinna), mätress till kung Sigismund III av Polen. Hennes verkliga namn var troligen Urszula Gienger, men hon undertecknade sina brev Mayerin; tyska för hovmästarinna, som var hennes yrke. 

## Biografi
Urszula Mayerin var född i en fattig tysk lågadelsfamilj utanför München i Bayern. Hon beskrivs som söt och kom på 1580-talet till hovet i Graz där hon valdes ut av Maria av Bayern till mätress åt Polens monark. Maria Annas egen dotter, Anna av Österrike, var Sigismunds trolovade, men ansågs oattraktiv, och dynastin Habsburg hade dåliga erfarenheter av tidigare äktenskapsallianser mellan Habsburg och Polen. 
Urszula blev hovmästarinna hos Anna av Österrike då denna blev drottning i Polen 1592 och senare även första guvernant hos kungabarnen och föreståndare för de kungliga sköterskorna. Hon utövade från början ett stort inflytande över både kungen, drottningen och statens politik. Hon beskrevs vara strikt religiös och lärde sig snabbt polska, men hon var djupt impopulär på grund av sin politiska aktivitet. Hon kallades kungens älskarinna, "en minister i kjol", jesuitiskt bigott och "obscen favorit". Vid Annas död 1598 lämnade hon inte landet som de övriga tyska hovdamerna, på grund av sitt nära förhållande till Sigismund och även till hans son Vladislav, till vilken hon ibland har tolkats ha en närmare relation än den mellan lärare och elev.
Vid kungens nästa äktenskap 1605 blev hon ett nära sällskap till den nya drottningen Konstantia av Steiermark, reste i drottningens vagn och åt vid hennes bord. Hon talade till kungabarnen i sin vård på polska, medan deras mor använde tyska. Hon administrerade statskassan och närvarade vid kungens audienser, tog emot ambassadörer i hans ställe och undertecknade statsdokument. Under Sigismunds sista år var han ofta sjuk och hon övertog då statens styrelse.   
Urszula Mayerin gifte sig aldrig, tackade nej till alla frierier och klädde sig vanligen i en svart klänning i spansk stil. Hon mottog utmärkelsen Den Gyllene Rosen av påven för sitt "exceptionellt dygdiga liv". Vid hennes död fick hon en begravning som sköttes efter ungefär samma ceremonier som en drottningbegravning.